# Jon Arbuckle
Jonathan detto Jon è un personaggio immaginario dei fumetti di Garfield di Jim Davis.
Jon è  il padrone del protagonista Garfield il gatto.

## Biografia
Jon Arbuckle nasce a Marion in Indiana (Stati Uniti d'America) nel 1962, in campagna, da due contadini e proprietari quarantenni di una fattoria di successo, secondogenito ed ultimo dopo suo fratello Dock Arbuckle. Frequenta le scuole primaria e secondaria di primo grado in città e periferia, dove va suo fratello, sapendo disegnare più di tutti gli altri scolari.
In età adolescenziale, Dock, chiamato Dottorino per la sua instancabilità, eredita la fattoria Arbuckle come fratello maggiore nelle lunghe vacanze dei genitori, che poi rimangono in casa con lui e vanno più in là in pensione (la sig.ra Arbuckle di 60 anni come il marito, ha la madre (sig.ra Stanton) ancora viva di 80 anni, che presta la sua TV a Jon negli anni a seguire). Jon, invece, studia in un college di città, come un liceo artistico, per i suoi fumetti, che riesce ad inventare benissimo per gli esami futuri all'università, dove si laurea (non si sa se breve o specialistica) perché è un caso eccezionalissimo come disegnatore (vignettista-fumettista).
Durante questi anni, mentre va a trovare i suoi genitori ed il fratello e vivendo in un appartamento affittato del college e dell'università, fa amicizia con Lyman, suo compagno e coinquilino di stanza, e con Elisabeth Wilson detta Liz, una ragazza bellissima che si sta laureando in veterinaria. Jon, vedendo i due cani randagi beagle di Lyman, sente nostalgia per i suoi animali di campagna e per avere compagnia va al negozio di animali cittadino, il 19 giugno 1978; la scelta è un po' strana: egli sceglie tra i cuccioli orfani, poiché gli era saltato in mano, un piccolo gattino arancione, apparentemente attratto dalle lasagne, lo compra, lo adotta e lo chiama Garfield in onore dell'affettuoso nonno materno defunto, Andrew Garfield Stanton.
Garfield cresce dopo il 1980 (secondo altri nasce 10 anni dopo, quindi cresce dopo il 1990) e quando Jon va a trovare suo fratello con lui in campagna, il gatto pigro e sovrappeso fa amicizia con dei topi campagnoli nascosti sotto le pietre della strada, tra essi i parenti del Squeak (essi, dopo la laurea di Jon e la distruzione delle pietre, andranno più in là a vivere nella sua nuova casa, pulendosi e non provocando danni, poiché non sono topi di fogna e vivono per bene nei buchi nascosti dei muri ed accolti da Garfield, senza infettare niente da lavati e senza farsi vedere da Jon, che è troppo apprensivo), e poi s'innamorerà di Arlene, la gattina comprata da Liz, ora laureata e sua veterinaria, mentre Jon s'innamora e si fidanza con la ragazza (in modo simile al film di Garfield).
Quando Jon, oramai, si sta per laureare in fumetti, i due cani randagi di Lyman accoppiati, danno alla luce un cucciolo beagle come loro, ma muoiono di malattia subito dopo, mentre Lyman chiama il cucciolo Odie (nel film sta dal veterinario). Lyman diventa fotografo per cronaca giornalistica su leggende e diventato esploratore, viene a sapere di uno strano mostro di nome Zabadù in Framistan, nell'Indonesia, e parte verso quel posto per fotografarlo (in altre versioni parte per altri motivi), lasciando definitivamente Odie, troppo piccolo e neonato, a Jon (Lyman, in poche versioni, resterà per anni in Framistan, dimenticandosi del cucciolo, scoprirà che lo Zabadù ed un medico pensionato che si traveste e vive nella giungla da Zabadù spaventano i bracconieri come cosa giusta per gli animali, vivrà con il medico in una caverna attrezzata e dopo la sua morte prenderà il suo posto travestendosi da Zabadù contro i cacciatori, e così, dopo alcuni anni, quando verrà visto il costume di mostro nella giungla con il suo cappello, Jon penserà che si trovi prigioniero e andrà a trovarlo scoprendo la verità e riportandolo in America).
Jon, nel frattempo rimasto appena con Garfield ed Odie neonato, si trasferisce dall'appartamento-università, si laurea in fumetti, trova lavoro presso il sig. Barker, suo editore, e, cominciando a lavorare e sapendo cucinare, va a vivere in modo autonomo e con i suoi animali in una nuova casa, comprata a mutuo da lui, la quale si trova in periferia, ma sempre in città. Qui passano alcuni anni con Garfield ed Odie che non vanno molto d'accordo, pur essendo affezionati tra loro, e Garfield ritrova i topi, con Squeak, si fidanza con Arlene, si fa molti amici, ma non sopporta il gatto del suo vicino, Nermal.
Contemporaneamente Jon è protagonista di tante storie insieme a lui, domanda ricambiato a Liz di sposarlo, si vede sempre con lei da Vito, il pizzaiolo preferito di Garfield, ed affronta molti imbroglioni cittadini, creature ed alieni di Marte, nelle sue avventure con Garfield. A volte si arrabbia con Garfield per le sue cose non da gatto e considera Odie come vero animale di compagnia.
In questi anni, prima dell'inizio delle loro avventure, Garfield adolescente diventa adulto ed Odie neonato diventa cucciolo a tutti gli effetti. Jon accoglie Lyman, alcuni anni dopo l'inizio delle avventure garfieldiane, quando ritorna e, anche se a lui dispiace, gli dà il permesso di rimanere con Odie. Jon, bello ed ingenuo come Odie, sarà conteso tra Liz e la sua guida delle vacanze Angie, oltre a tante altre ragazze, ma alla fine sposa Liz, che va a vivere a casa con lui ed ha molti figli, mentre Dock sposa Gloria, il postino femmina di città, che starà nella sua fattoria con i bambini.
Jon, prima di sposarsi, va sempre a trovare Liz a casa dei suoi genitori (ex-revisori contabili in pensione, che accettano in modo sospettoso Jon, a differenza della loro nipotina), come va a trovare i genitori e Dock in campagna. I suoi antenati sono il britannico e medievale re Jon immaginario del 600 d.C. e lo sceriffo western Jon, poi sono stati cittadini normali con la fine del 1800, come lui, che però ascolta molto il sindaco-governatore al telegiornale e negli show televisivi di Marion, girati con persone famose nel grattacielo 747 di Woffol Street.